# Крылатая ракета

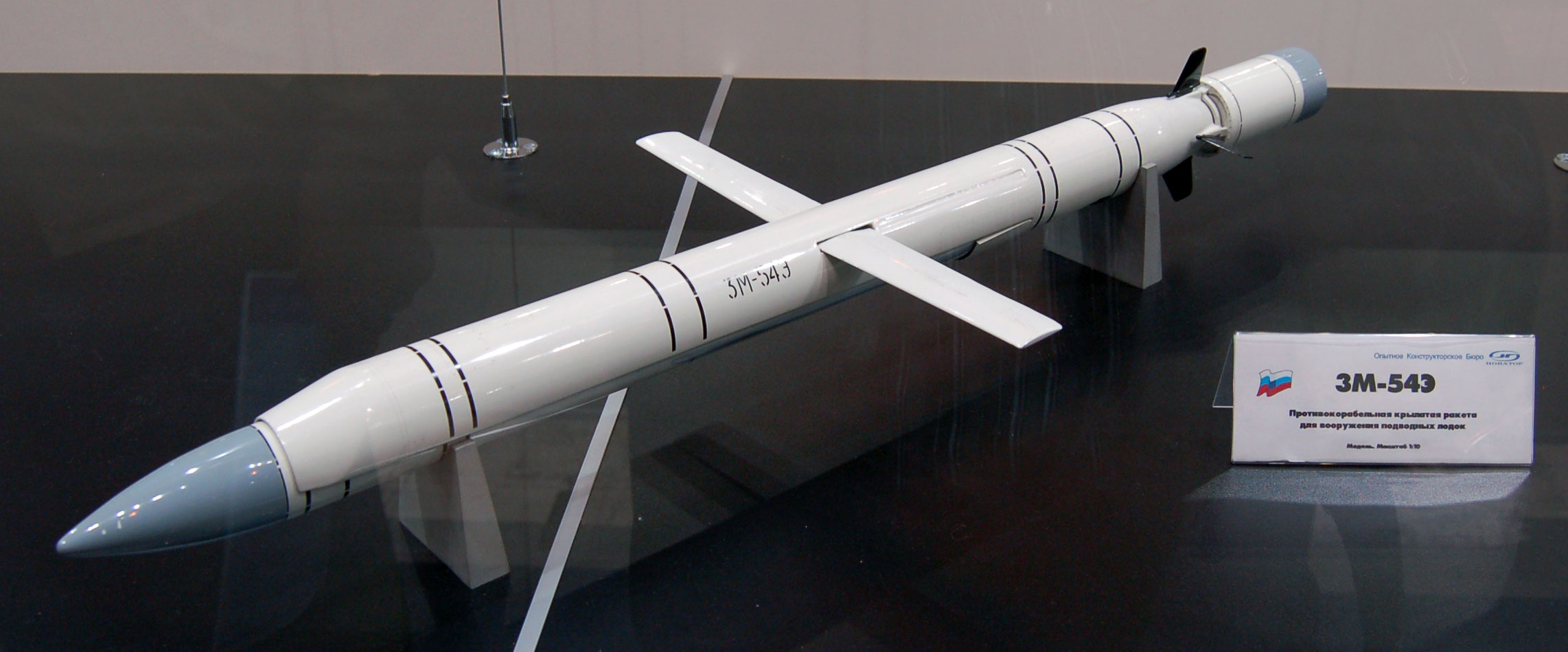
Современная российская ракета «Калибр» (макет)

Крыла́тая раке́та (КР) — ракетное оружие однократного запуска наземного, воздушного и морского базирования, траектория полёта которого определяется аэродинамической подъёмной силой крыла, тягой двигателя и силой тяжести.
В настоящее время является беспилотным оружием, однако ранее также существовали конструкции, управлявшиеся пилотами-смертниками. Устаревшее название сконструированной по самолётной (классической) схеме крылатой ракеты — самолёт-снаряд (термин вышел из употребления, поскольку им же называли планирующие авиабомбы, что приводило к путанице). Нередко термин «крылатая ракета» ошибочно считают эквивалентом более узкого англоязычного термина cruise missile, однако последний относится только к управляемым ракетам, у которых большая часть полёта к цели проходит с постоянной скоростью.

## Сравнение с другими видами и типами ракет и самолётами
При сравнении с другими видами и типами ракет некоторые определяют следующие:

### Достоинства
- Возможность задавать произвольный курс ракеты, в том числе извилистую траекторию, что создаёт трудности для ПРО противника.
- Возможность движения на малой высоте с огибанием рельефа, что затрудняет обнаружение ракеты радиолокационными средствами.
- Современные крылатые ракеты предназначены для поражения цели с высокой точностью.

### Недостатки
- Относительно небольшие скорости (порядка скорости звука ~1150 км/ч), с ядерным ПВРД достижимы скорости порядка 5 мах, то есть гиперзвуковые.
- Высокая стоимость по сравнению с другими боеприпасами.
- Относительно малая мощность всех разрывных зарядов, за исключением ядерных.

### Сравнение с пилотируемыми самолётами
По сравнению с пилотируемыми самолётами, основным достоинством крылатой ракеты является беспилотность, позволяющая как сохранить людей, так и уменьшить габариты и тем самым затруднить обнаружение. Поскольку крылатые ракеты рассчитаны на одноразовое применение, к ним предъявляются гораздо менее жёсткие требования по ресурсу двигателя и других агрегатов.

## История

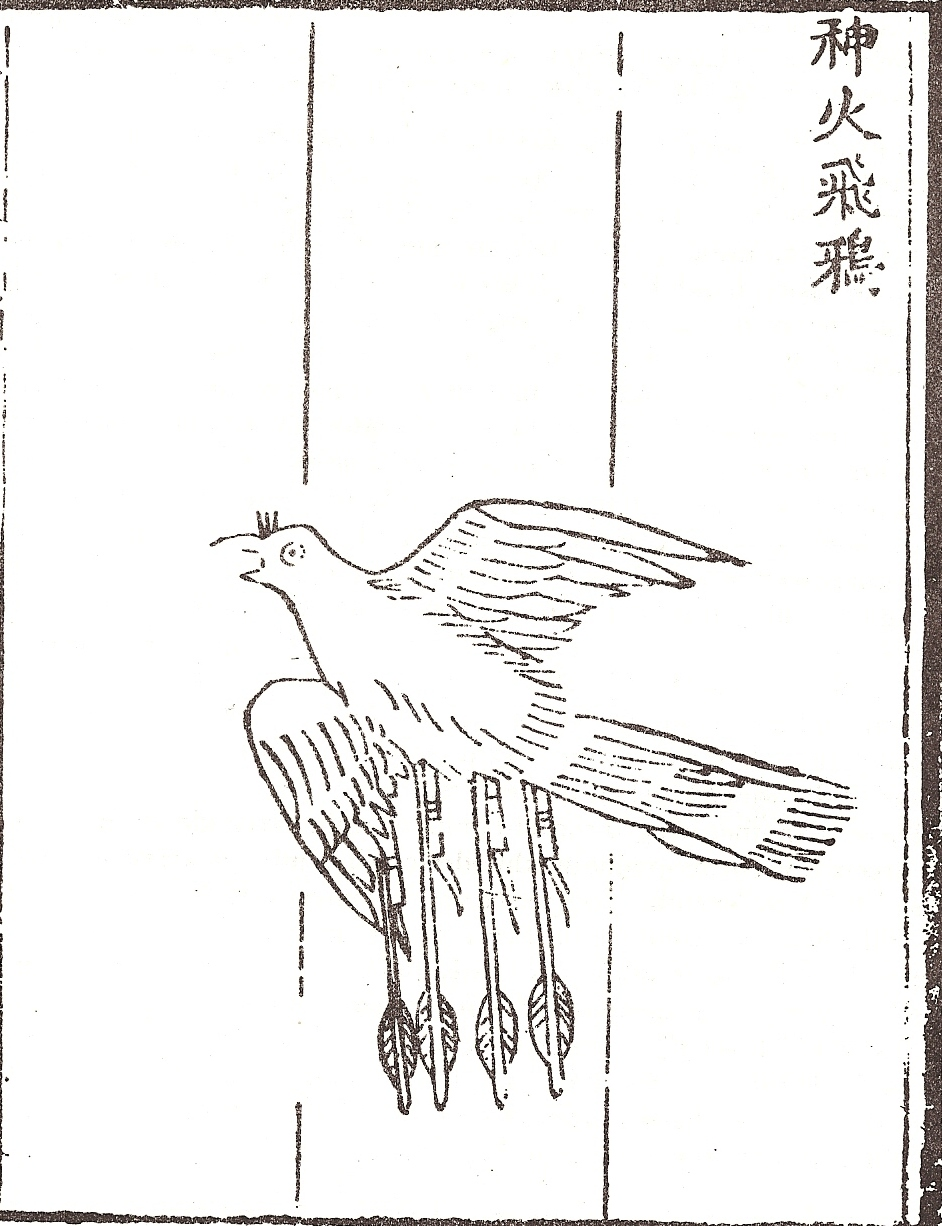
神火飛鴉 (Шэнь хо фэй я, дословно «огненный летающий дух-ворон») — крылатая ракета, описанная в средневековом трактате Хо лун цзин

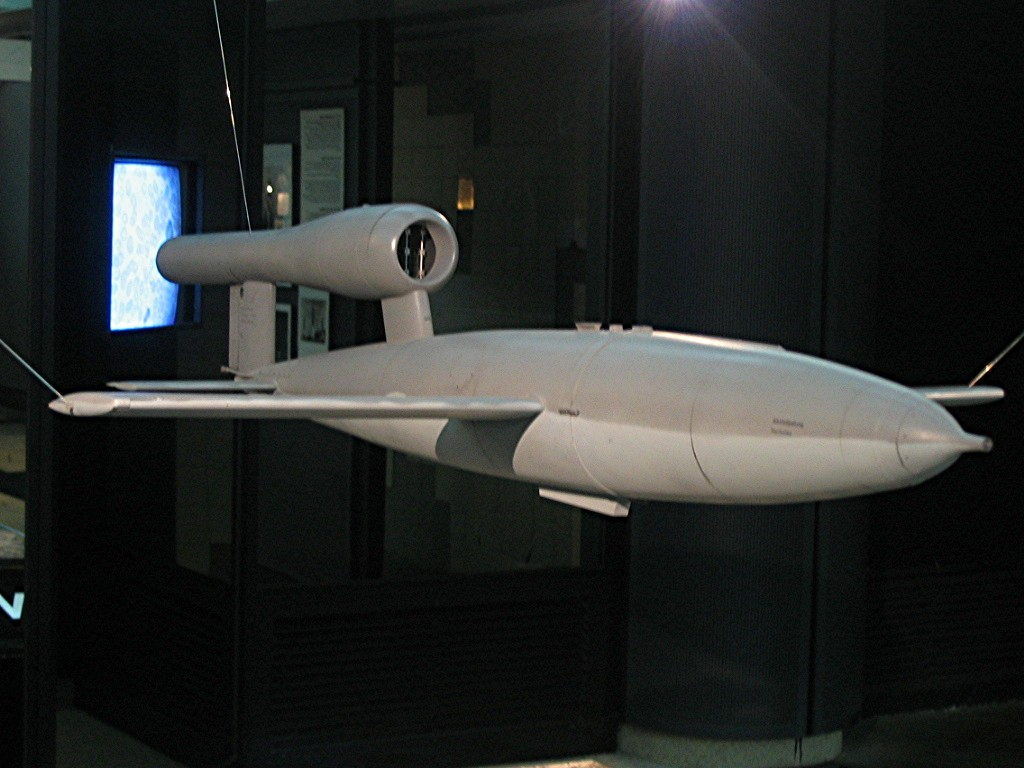
Беспилотный самолёт-снаряд Фау-1 — первая серийная крылатая ракета в мире, 1942 год.

В средневековом китайском трактате Хо лун цзин описана неуправляемая крылатая ракета в форме ворона 神火飛鴉 (Шэнь хо фэй я, дословно «огненный летающий дух-ворон»).
На практике неуправляемые ракеты (с пороховым двигателем) стали широко применяться в Европе в начале XIX века (см. Ракета Конгрива).
Идея создания беспилотной, автоматически управляемой «летающей бомбы» появилась в первое же десятилетие существования авиации, ещё до Первой мировой войны, её в 1910 году предложил французский инженер Рене Лоран, более известный как обладатель патента 1913 года на прямоточный воздушно-реактивный двигатель. Необходимые условия для реализации этой идеи технологии были вскоре созданы:
- В 1913 году школьный учитель физики немец Вирт (Wirth) разработал комплекс радиоуправления беспилотным летательным аппаратом и представил его на арене цирка, управляя небольшой моделью аэроплана.
- Во Франции летом 1914 года на самолёте американской компании Curtiss был впервые опробован гироскопический автопилот американца Элмера Сперри, позволявший удерживать самолёт на заданном курсе без вмешательства пилота.

Практические разработки велись сразу в нескольких странах. Первые практические шаги были сделаны американским изобретателем Питером Хьюиттом, привлёкшим в апреле 1915 года к проекту создания «летающей бомбы» Элмера Сперри и его компанию Sperry Gyroscope Company. Первые успешные лётные испытания автоматической системы управления на специально оборудованном самолёте были проведены 12 сентября 1916 года. В автоматическом режиме самолёт набрал заданную высоту и пролетел некоторое расстояние, удовлетворительно выдержав курс по компасу, начал снижение к цели, после чего находившийся на борту сын Сперри — Лоуренс взял управление на себя.
Параллельно в Британии по заказу военных Арчибальд Лоу вёл работы над радиоуправляемой «летающей бомбой» для поражения дирижаблей и наземных целей. Первая попытка полёта была осуществлена 21 марта 1917 года и закончилась аварией. Подобный же проект разрабатывался Генри Фолландом. Летательный аппарат длиной около 6-7 метров, массой около 230 кг и двигателем мощностью 35 л. с. изготавливался «Aircraft Establishment Royal Aircraft Factory». В результате трёх неудачных попыток полёта в июле 1917 года проект был закрыт.
В 1920 году в Англии стандартный самолёт-истребитель «Бристоль» F.2B был оснащён радиоуправлением и успешно летал. Для страховки в кабине самолёта находился лётчик. Однако уже через год был испытан управляемый по радио самолёт без пилота.
В 1924 году в журнале «Техника и жизнь» была опубликована работа Ф. А. Цандера «Перелёты на другие планеты», в которой было предложено применять крылья на ракетных летательных аппаратах.
В 1927 году создана авиационная торпеда (по терминологии того времени) «Laryng» — небольшой летательный аппарат с поршневым звездообразным мотором и системой гироскопического управления, оснащённый боеголовкой массой 113 кг. После длительных испытаний конструкции с кораблей и в пустынях Ирака производство признано нецелесообразным.
В 1931 году англичане создали радиоуправляемую воздушную мишень «Queen». Всего было построено три опытных образца, на основании успешных испытаний которых в 1935 году была запущена серия радиоуправляемых мишеней под обозначением DH.82B «Queen Bee» (пчела-королева, пчелиная матка) в количестве 420 экземпляров (как считают, именно с того времени к беспилотникам прилипло жаргонное название Drone (трутень)). Беспилотники «Queen Bee» применялись на начальном этапе второй мировой войны в качестве разведчиков. Характеристики: максимальная скорость — 175 км/час, практический потолок — 4267 м, продолжительность полёта — до трёх часов.
В СССР работы над телемеханическими самолётами проводились начиная с 20-х годов и до 1942 года. В качестве самолёта-снаряда был выбран бомбардировщик ТБ-1, для которого была разработана телемеханическая система «Дедал». В дальнейшем эти работы подстегнули разработку различных отечественных автопилотов. По программе рассматривались различные варианты самолётов-снарядов: СБ, И-16, УТ-2. В 1940 году велась разработка радиоуправляемого самолёта ТБ-3РН в двух вариантах: в первом бомбардировщик начинялся взрывчаткой и управлялся оператором с самолёта сопровождения, во втором варианте велись разработки дистанционно управляемого бомбардировщика, который после выполнения задания по бомбометанию должен был вернуться на базу и произвести посадку. Единственное боевое применение самолёта-снаряда ТБ-3 было в 1942 году, когда начинённый четырьмя тоннами тротила самолёт должен был поразить железнодорожный узел в Вязьме. Однако при подлёте к цели из-за возникших неполадок передатчика на самолёте сопровождения ДБ-3Ф самолёт-снаряд упал, промахнувшись мимо цели.
Также в СССР в конце 30-х годов разрабатывался составной самолёт-снаряд. В качестве носителя заряда использовался радиоуправляемый ТБ-3 с 3,5 тоннами взрывчатки, на спине которого крепился самолёт управления КР-6. Радиус действия сцепки доходил до 1200 км.
В СССР в 1932 году в Группе изучения реактивного движения была организована бригада крылатых ракет с жидкостным ракетным двигателем. 29 января 1939 года состоялся первый испытательный полёт советской крылатой ракеты «212», разработанной под руководством Сергея Павловича Королёва.
В 1941 году в США на фирме «Дженерал Моторс» разрабатывался самолёт-снаряд под шифром А-1, представляющий собой радиоуправляемый моноплан, стартующий с тележки. Боевой нагрузкой ЛА были бомбы весом до 225 кг. Было построено большое количество опытных экземпляров, но программу отменили в 1943 году. В 1942 году начались исследования по проекту «Option», результатом которого стала постройка серии аппаратов TDN-1, которые использовались для обучения и оценочных испытаний. Затем была построена партия самолётов-снарядов TDR-1 в количестве 189 штук. Боевое применение американским флотом против японцев атакующих дронов TDR-1 состоялось в районе Соломоновых островов в 1944 году. Из суммарно запущенных 46 29 достигли цели, что было расценено командующим флотом адмиралом Честером Нимитцем отрицательно.
В Германии программа разработки самолётов-снарядов различного назначения началась в 1941 году и достигла пика развития к концу войны. В 1942 году начато практическое изучение аэродинамики связки планера DFS-230 и самолётов управления типа Kl-35, Fw-56 и Bf-109. В результате было решено использовать связку из самолёта-снаряда J-88A и Bf-109F (программа «Бетховен»). В 1943 году было выдано задание на постройку опытной партии из 15 экземпляров системы, условно названной «Мистель-1» (упряжка с навозом). Весной 1944 года в составе 4-й группы бомбардировочной эскадры KG101 сформирована учебная группа. Ночью 24 июня 1944 года эскадрилья впервые атаковала группу кораблей союзников в устье реки Сена. По результатам удара началась разработка систем «Мистель-2» и «Мистель-3». В октябре этого года группа, на вооружении которой состояло 60 «Мистелей», была передана в состав экспериментальной KG200. Весной 1945 года на «Мистели» частично перевооружили KG30, о результативности их работы достоверных данных нет. Также строились серийно «Мистель-4», представляющие собой связку из J-88G-7 и истребителя Ta-152H. До конца войны было изготовлено 250 экземпляров, до 50 было захвачено союзниками. Проект «Мистель-5» представлял собой связку из нижнего самолёта-снаряда Ta-154А и верхнего самолёта управления Fw190A-8. В ходе работ дошли до переоборудования первой партии в четыре связки, затем переоборудование было отменено. Также немцы разрабатывали другие проекты составных самолётов, в том числе и с реактивными двигателями. В частности, 5 эскадрилья эскадры KG200 занималась вопросами применения буксируемого самолёта-снаряда на базе реактивного Ме-328В
В ночь с 4 на 5 июня 1944 года беспилотный радиоуправляемый самолёт-снаряд S.M.79 ВВС Итальянской Социальной Республики произвёл первый и единственный боевой вылет в направлении Гибралтара, с целью атаковать стоявшие там английские корабли. После того, как пилот выбросился с парашютом, управление велось с самолёта сопровождения Cant Z.1007-II. Из-за дефекта управления самолёт-снаряд не долетел до цели и упал.
В июле 1944 года Воздушные силы США приняли программу «Афродита». Смыслом программы было переоборудование отработавших ресурс бомбардировщиков B-17 в самолёты-снаряды, управляемые по радио с самолёта сопровождения. Точно так же, как и на советских ТБ-3РН, самолёт поднимал в воздух экипаж из пилота и бортинженера, вёл его к цели вручную, затем активировал телеуправление, боевую часть (9070 кг ВВ «Торпекс») и выбрасывался с парашютами (верх кабины самолёта был срезан). Самолёт-снаряд продолжал полёт к цели, управляемый по радио, а экипаж подбирала команда эвакуации. Переделанные B-17, получившие индекс BQ-7, и самолёты сопровождения B-17 под индексом CQ-4 поступили в 562-ю бомбардировочную эскадрилью. Самолёты-снаряды несколько раз были задействованы в боевых операциях (в августе и октябре 1944 года) против немецких позиций ракет Фау-1. Операции с применением самолётов-снарядов против сильно защищённых целей были признаны малорезультативными, поэтому было решено их использовать по крупным промышленным целям. BQ-7 ещё несколько раз использовались при налётах без особого успеха. Программа была признана неудачной, а самолёты-снаряды BQ-7 более опасными для своих экипажей, чем для противника. Тем не менее дальнейшим развитием программы стала переделка бомбардировщиков B-24 в самолёты снаряды BQ-8. Принцип применения остался прежнем. ВМС США начали собственную программу по переделке RB4Y-1 (патрульной версии B-24). Однако из-за низкой точности, надёжности и высокой сложности применения программа была закрыта.
Первой в мире классической крылатой ракетой, производившейся серийно и применявшейся в реальных боевых действиях, стала «Фау-1» (Fi-103), разработанная Германией. Она впервые была испытана 21 декабря 1942 года. Впервые в боевых условиях она была применена в конце Второй мировой войны против Великобритании. Однако из-за низкой точности системы наведения ракеты в составе экспериментальной эскадры KG200 была сформирована 5 эскадрилья, в которой вполне серьёзно, в том числе, отрабатывалась возможность управления ракетой Fi-103 пилотом, который на конечном участке траектории должен был, теоретически, выброситься с парашютом.
В сентябре 1944 года в московское КБ Союза ССР были доставлены обломки V-1, а позже образцы ракет и чертежи, захваченные в Пенемюнде. Советскими властями было принято решение создать свои «самолёты-снаряды». Разработка проекта была доверена Владимиру Челомею. Через 9 лет параллельно с Челомеем разработку начал А. И. Микоян.
В 1947 году в Союзе ССР начались работы над крылатой ракетой «Комета». Ракета проектировалась в специальном КБ-1, планер ракеты создавался в ОКБ-155 на базе истребителя МиГ-15. Ракета поставлялась в войска на протяжении многих лет и производилась в вариантах воздушного старта (КС-1), наземного старта (С-2 «Сопка», «Стрела», ФКР-1). Для отработки систем ракеты и обучения личного состава на базе самолёта МиГ-17 был сконструирован пилотируемый «самолёт-дублёр „Кометы“» (СДК), выпускаемый серийно.
В 1950-х годах предполагалось развитие крылатых ракет в качестве стратегических межконтинентальных средств доставки ядерных зарядов. В КБ Лавочкина шла разработка двухступенчатой крылатой ракеты «Буря», работы были остановлены по экономическим соображениям и в связи с успехами в разработке баллистических ракет. Единственным состоявшим на вооружении комплексом крылатых ракет межконтинентального класса был разработанный в США SM-62 Snark, очень недолгое время (в 1961) находившийся на боевом дежурстве.
В конце 50-х годов начали разрабатываться крылатые ракеты с мощными жидкостными ракетными двигателями, позволяющими добиться значительного прироста характеристик ракеты.

## Классификация
Крылатые ракеты, некоторыми, делятся:
- по типу заряда:
  - с ядерным снаряжением
  - с обычным снаряжением
- по решаемым задачам (назначению):
  - стратегические
  - оперативно-тактические (чаще всего противокорабельные)
  - тактические
- по типу базирования (старта):
  - наземного
  - воздушного
  - морского
    - подводного (см. Крылатые ракеты подводных лодок)
    - надводного.

В настоящее время крылатыми ракетами морского базирования оснащаются корабли, ракетные катера и подводные лодки (см. противокорабельная ракета).

### Производства в разных государствах

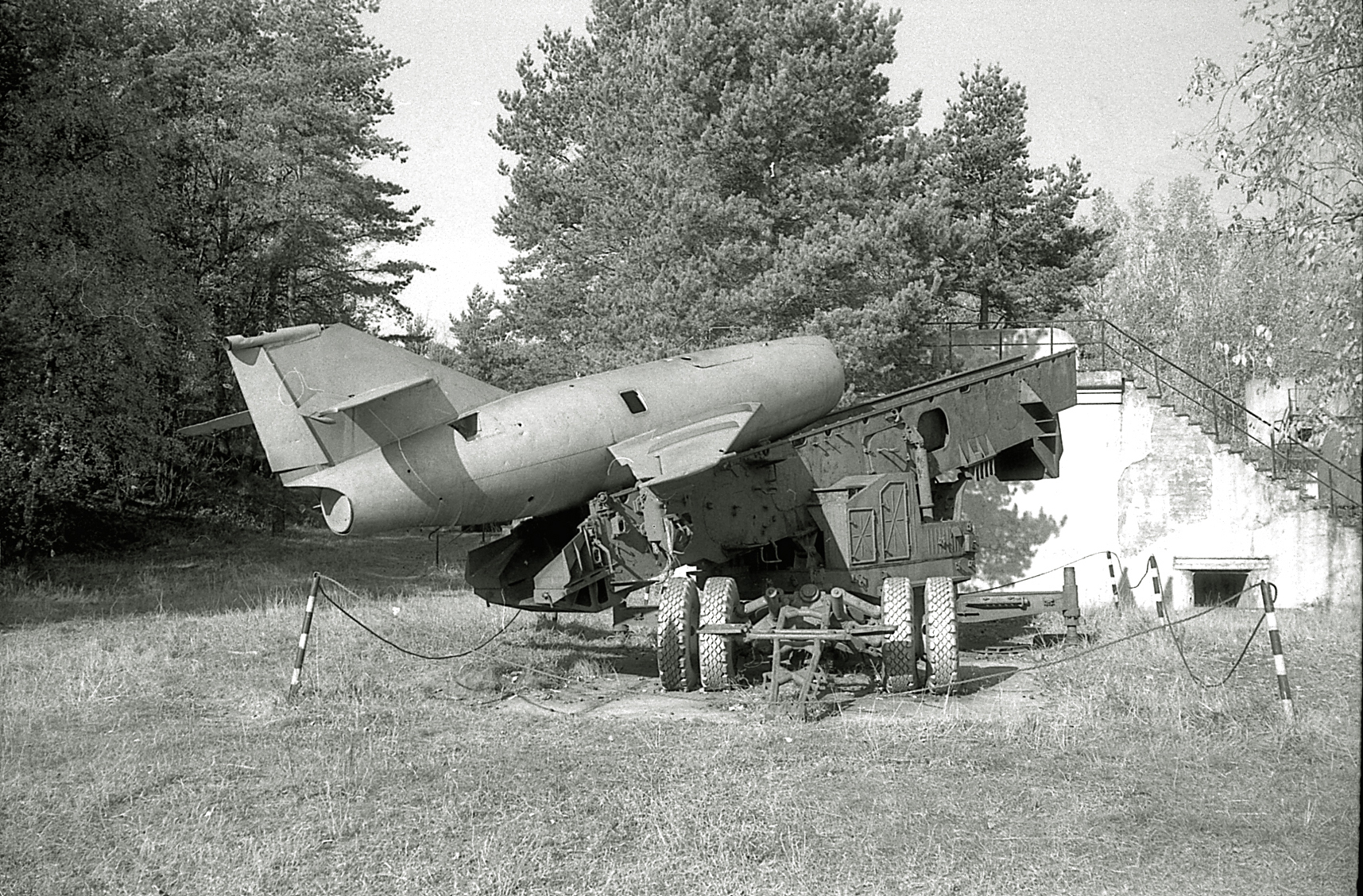
Крылатая ракета С-2 берегового ракетного комплекса «Сопка» (SSC-2 Samlet)

## Существующие системы

### СССР и Россия
- 10XН — опытная крылатая ракета воздушного старта с пульсирующим воздушно-реактивным двигателем.
- 16Х — опытная крылатая ракета воздушного старта с пульсирующим воздушно-реактивным двигателем.
- КС-1 — первая серийная дозвуковая противокорабельная крылатая ракета воздушного старта, средней дальности.
- КСР-2 — сверхзвуковая противокорабельная крылатая ракета воздушного старта, большой дальности, с фугасно-проникающей или ядерной БЧ.
- КСР-5 — сверхзвуковая противокорабельная крылатая ракета воздушного старта, большой дальности, с фугасно-кумулятивной или ядерной БЧ.
- КСР-11 — сверхзвуковая противорадиолокационная крылатая ракета воздушного старта, большой дальности, с фугасной или фугасно-осколочной БЧ.
- К-10С — сверхзвуковая противокорабельная крылатая ракета воздушного старта, большой дальности, с фугасно-проникающей или ядерной БЧ.
- Х-20 — сверхзвуковая крылатая ракета воздушного старта, большой дальности, с термоядерной БЧ.
- Х-22 — сверхзвуковая противокорабельная крылатая ракета воздушного старта, большой дальности, с фугасно-проникающей или ядерной БЧ.
- X-55/555 — стратегическая дозвуковая крылатая ракета воздушного, морского и наземного базирования.
- Х-101 — стратегическая дозвуковая крылатая ракета воздушного старта, большой дальности. Х-102 — специальная, с ядерным зарядом.
- П-5
- П-6
- П-15 «Термит»
- П-270 «Москит»
- П-70 «Аметист»
- П-120 «Малахит»
- П-500 «Базальт»
- П-700 Гранит — крылатая противокорабельная ракета дальнего действия.
- П-800 Оникс (Яхонт) — советская/российская универсальная сверхзвуковая противокорабельная ракета среднего радиуса действия.
- П-1000 «Вулкан»
- Х-35 «Уран» — советская/российская малогабаритная тактическая дозвуковая маловысотная противокорабельная ракета
- C-10 «Гранат» — принята на вооружение в 1984 г., как и «Калибр», может запускаться из торпедного аппарата.
- 3М-14/3М-54 «Калибр» — российская дозвуковая крылатая ракета большой дальности, наземного и морского пуска
- 3М22 «Циркон» — российская перспективная противокорабельная гиперзвуковая крылатая ракета.

### Крылатые ракеты производства США
- MGM-1 Matador — тактическая крылатая ракета.
- SM-62 Snark — межконтинентальная крылатая ракета (альтернативные обозначения: MX775A, SSM-A-3.
- AGM-28 Hound Dog — стратегическая крылатая ракета воздушного базирования.
- AGM-86B — крылатая ракета воздушного базирования.
- BGM-109 «Томагавк» — стратегическая/тактическая крылатая ракета морского и наземного базирования.
- Гарпун (ПКР) — противокорабельная ракета морского и воздушного базирования.
- AGM-129 ACM — стратегическая крылатая ракета воздушного базирования.
- AGM-158 JASSM — тактическая крылатая ракета воздушного базирования.
- Fasthawk — сверхзвуковая крылатая ракета универсального базирования.
- X-51 — перспективная гиперзвуковая крылатая ракета.

### Другие государства
- Exocet (Франция)
- Аист (Беларусь)
- Storm Shadow (Великобритания/Франция)
- KEPD-150/350 TAURUS (Германия/Швеция)
- HOPE/HOSBO (Германия, перспективная)
- YJ-62 (Китай)
- YJ-82 (Китай)
- YJ-83 (Китай)
- Хатф-VII Бабур (Пакистан) — предназначен для использования с подводных лодок, надводных кораблей и мобильных наземных установок. Скорость — 880 км/ч, дальность — 700 км, БЧ — ядерная/обычная[7].
- Gabriel Mk1 (Израиль)
- Сюнфэн 2Е (Тайвань)
- AM-1 Tábano (Аргентина)
- Мескат (Иран), на основе Х-55, дальность 2000 км.[8]
- Нептун (Украина)
- Пекло (Украина)
- Рута (Украина)
- Паляниця (Украина)
- SOM (Турция)